# Pirinčane galete
Pirinčane galete su prirodna, zdrava i dijetska hrana koja se jako lako vari. 

## Svojstva
Njihova dobra strana je ta što sadrže malo kalorija, pa su zbog toga dobar izbor za one koji imaju problema sa viškom kilograma. Na 100g pirinčanih galeta ima svega 375 kalorija,odnosno jedna pirinčana galeta ima svega 29 kalorija. Predstavljaju veoma bogat izvor biljnih masti, ugljenih hidrata, celuloze, minerala i vitamina. To znači da će vam ove galete dati energiju koja vam je potrebna,i učiniće vaš organizam jačim i otpornijim.

### Sastojci
Glavni sastojak pirinčanih galeta je integralni pirinač,a radi poboljšanja ukusa dodaje se pirinač,morska so,susam,lan i suncokret.

## Prednosti
Zahvaljujući celulozi,regulišu varenje i pospešuju pražnjenje creva. Takođe pomažu u lečenju problema sa želucem i crevima i smanjuju rizik od nastanka crevnih oboljenja. Osim toga,pirinčane galete su korisne za poboljšavanje pamćenja i koncentracije. 
Veganski je proizvod,odnosno pogodan je za ljude koji ne konzumiraju hranu životinjskog porekla.

## Upotreba
Pre svega,pirinčane galete mogu zameniti hleb u svakodnevnoj ishrani,pa se na njih mogu stavljati razni namazi, poput krema,džema i mlečnih namaza. Takođe, pogodne su kao zdrave grickalice za osobe sa intolerancijom na gluten i vegane.Mogu biti odlična podloga za sendviče,mogu se dodavati u mleko. Uzimanje pirinčanih galeta se preporučuje kod osoba sa povišenim holesterolom i trigliceridima,u periodu rekonvalescencije, u slučaju dijabetesa. Međutim,kao i svaku drugu hranu,pa i pirinčane galete,treba unositi u umerenim količinama.

## Nutritivne vrednosti
| Nutritivne vrednosti | 100g           | jedna galeta |
| -------------------- | -------------- | ------------ |
| Energetska vrednost  | 1575kJ,375kcal | 122kJ,29kcal |
| Masti                | 1,8g           | 0,14g        |
| od čega zasićene     | 0,41g          | 0,03g        |
| Ugljeni hidrati      | 82g            | 6,3g         |
| od kojih šećera      | 0,8g           | 0,1g         |
| Vlakna               | 2g             | 0,15g        |
| Proteini             | 6,8g           | 0,5g         |
| so                   | <0,01g         | <0,01g       |

## Spoljašnje veze
- zdrava hrana Архивирано на веб-сајту  (23. јул 2016)
- kako smršati